# داربي ووكر
داربي ووكر هو لاعب هوكي جليد كندي، ولد في 5 أغسطس 1974 في Beaverlodge ‏ في كندا.

## وصلات خارجية
- داربي ووكر على موقع EliteProspects.com (الإنجليزية)
- داربي ووكر على موقع HockeyDB.com (الإنجليزية)